# Liste der Monuments historiques in Moriviller
Die Liste der Monuments historiques in Moriviller führt die Monuments historiques in der französischen Gemeinde Moriviller auf.

## Liste der Objekte
| Bezeichnung                     | Beschreibung                                 | Standort                                        | Kennzeichnung | Schutzstatus | Datum | Bild |
| ------------------------------- | -------------------------------------------- | ----------------------------------------------- | ------------- | ------------ | ----- | ---- |
| Chorgestühl und Wandvertäfelung | Holz, 18. Jahrhundert                        | in der Kirche Notre-Dame-de-l’Assomption (Lage) | PM54001717    | Inscrit      | 2009  |      |
| Skulptur Madonna mit Kind       | Alabaster, erste Hälfte des 14. Jahrhunderts | in der Kirche Notre-Dame-de-l’Assomption (Lage) | PM54001716    | Inscrit      | 1975  |      |